# Central Nacional de Televisão
Central Nacional de Televisão, également dénommée CNT ou Rede CNT, est un réseau de stations de télévision au Brésil. Le réseau est fondé et dirigé par homme d'affaires et politicien José Carlos Martinez jusqu'à son décès, en 2003.

## Histoire
Le réseau naît en mars 1979 sous le nom TV Tropical. En 1982, il est renommé OM Brésil.
En 1993, il devient un réseau national et modifie alors son nom pour CNT, accompagné de la mention Rede CNT depuis 2011.

## Organisation
Le siège principal se trouve à Curitiba dans l'état de Paraná. La société a des bureaux situés dans les villes de São Paulo, Rio de Janeiro, Londrina, Salvador et Brasilia. La société fait partie de l'entreprise familiale Martinez et est présidé par l'entrepreneur Flavio de Castro Martinez Paraná.
Le CNT a commencé à diffuser en haute définition (HDTV), et est également la construction de nouveaux studios à São Paulo, qui n'ont pas été ouvert. La nouvelle studios sont situés entre Avenida Brigadeiro Luis Antonio et de la rue le 13 mai un ancien théâtre, qui abritait autrefois les studios de TV Tupi.